# Adriana Chelariu-Bazon
Adriana Chelariu-Bazon   (Copălău, 5 de juliol de 1963) és una remadora romanesa, ja retirada, que va competir durant les dècades de 1980 i 1990.
El 1984 va prendre part en els Jocs Olímpics de Los Angeles, on disputà dues proves del programa de rem. Guanyà la medalla de plata en la prova del vuit amb timoner i la de bronze en la de quatre amb timoner. Quatre anys més tard, als Jocs de Seül, revalidà la medalla de plata en el vuit amb timoner. La tercera i darrera participació en uns Jocs fou el 1992, a Barcelona, on disputà dues proves del programa de rem. Per tercera vegada consecutiva guanyà la medalla de plata en la prova del vuit amb timoner, mentre en el quatre sense timoner fou cinquena.
En el seu palmarès també destaquen tres medalles d'or i cinc de bronze al Campionat del món de rem, entre 1985 i 1991.